# Station Łódź Widzew Janów
Station Łódź Widzew Janów is een spoorwegstation in de Poolse plaats Łódź. Dit station is in 1991 uit de dienstregeling gehaald en in 2004 volledig gesloten.
Lijn 17 Łódź Fabryczna – Koluszki: 

0: Łódź Fabryczna ·
2: Łódź Niciarniana ·
5: Łódź Widzew ·
Łódź Widzew Janów ·
11: Łódź Andrzejów ·
13: Bedoń ·
16: Justynów ·
19: Gałkówek ·
23: Żakowice ·
26: Koluszki

Lijn 458 Łódź Fabryczna – Łódź Widzew: 

0: Łódź Fabryczna ·
2: Łódź Niciarniana ·
5: Łódź Widzew